# Музикални парчета на Еня
Този списък изброява всички песни, записани от ирландската певица, композиторка и музикантка Еня през цялата ѝ кариера, а също така включва сътрудничеството с други изпълнители. Песните, освен където е отбелязано, са композирани от Еня, продуцирани от Ники Райън, а текстовете са на съпругата му Рома Райън.
| Заглавие                                                       | Година | Албум                                                                                        | Прод.    | Автор(и)                                      | Език                  | Забел. |
| -------------------------------------------------------------- | ------ | -------------------------------------------------------------------------------------------- | -------- | --------------------------------------------- | --------------------- | --- |
| A Day Without Rain                                             | 2000   | A Day Without Rain                                                                           | 2:38     | Еня                                           | -                     | Инструментална Използвано в док. филм Ocean Men: Extreme Dive (2001) Включена в компилациите Only Time – The Collection и The Very Best of Enya – стандартна версия |
| A Kiss By The Fountain                                         | 1985   | The Frog Prince саундтрак                                                                    | 1:53     | Еня                                           | -                     | Инструментална Продуцент Ричард Майхил |
| A Moment Lost                                                  | 2005   | Amarantine                                                                                   | 3:08     | Еня, Р. Райън                                 | английски             | |
| Adeste, Fideles                                                | 2006   | Amarantine – Christmas Special Edition / Adeste, Fideles промо сингъл с It's in the Rain     | 3:59     | традиционна                                   | латински              | Кавър на едноименната класическа коледна песен Промо сингъл само в Европа Вкл. в EP-тата Sounds of the Season (САЩ) и Christmas Secrets (Канада) Вкл. в компилацията Christmas Secrets |
| Afer Ventus                                                    | 1991   | Shepherd Moons                                                                               | 4:05     | Еня, Р. Райън                                 | латински              | Вкл. в саундтрака на филма Calmi Cuori Appassionati (2001) Вкл. в компилациите A Box of Dreams и Only Time: The Collection |
| Aldebaran                                                      | 1986   | Enya / The Celts                                                                             | 3:05     | Еня, Р. Райън                                 | ирландски             | Направен промо видеоклия с реж. Дейвид Ричардсън за док. филм The Celts Вкл. в компилациите A Box of Dreams; Only Time: The Collection и The Very Best of Enya – стандартна версия |
| Amarantine                                                     | 2005   | Amarantine сингъл / Amarantine                                                               | 3:09     | Еня, Р. Райън                                 | английски             | 1-ви сингъл от албума Amarantine от 2005 Вкл. в компилацията The Very Best of Enya |
| Amarantine сингъл версия                                       | 2005   | Amarantine промо сингъл                                                                      | 3:05     | Еня, Р. Райън                                 | английски             | 1-ви сингъл от албума Amarantine от 2005 По-къса радио версия Направен промо видеоклип на сингъла с реж. Тим Ройс Видеоклипът е вкл. в компилацията The Very Best of Enya – луксозна версия |
| Amid The Falling Snow                                          | 2005   | Amarantine                                                                                   | 3:38     | Еня, Р. Райън                                 | английски             | Вкл. в EP-то Sounds of the Season (САЩ) Вкл. в компилацията Christmas Secrets |
| An Clár Bog Déil с Маред Ни Уейнай и Франки Кенеди             | 1983   | Ceol Aduaidh албум на Mairéad Ní Mhaonaigh и Frankie Kennedy                                 | 2:40     | традиционна                                   | ирландски             | Еня, акредитирана като Eithne Ní Bhraonáin, свири на синтезатор |
| An Ghaoth ón Ghrian The Solar Wind като Eithne Ní Bhraonáin    | 1984   | Touch Travel                                                                                 | 2:04     | Еня                                           | -                     | Инструментална Първи соло запис на Еня |
| An tÚll с Кланад                                               | 1982   | Fuaim албум на Кланад                                                                        | 3:07     | традиционна                                   | ирландски             | Еня участва като солистка и на клавишни |
| And Winter Came...                                             | 2008   | And Winter Came...                                                                           | 3:15     | Еня                                           | -                     | Инструментална Преработена и коригирана версия на парчето Midnight Blue |
| Angeles                                                        | 1991   | Caribbean Blue сингъл (само в Европа) / Shepherd Moons                                       | 3:57     | Еня, Р. Райън                                 | английски             | Вкл. в компилацията A Box of Dreams |
| Aníron Theme for Aragorn and Arwen                             | 2001   | Властелинът на пръстените: Задругата на пръстена саундтрак                                   | ок. 1:37 | Еня, Р. Райън                                 | синдарин              | Откъс от парчето The Council of Elrond Вкл. в саундтрака на филма „Властелинът на пръстените: Задругата на пръстена The Complete Recordings“ (2001) |
| Aníron Theme for Aragorn and Arwen                             | 2005   | Властелинът на пръстените: Задругата на пръстена#Саундтрак The Complete Recordings саундтрак | ок. 1:35 | Еня, Р. Райън                                 | синдарин              | Откъс от парчето The Council of Elrond Леко променена версия на парчето, записано за филма „Властелинът на пръстените: Задругата на пръстена“ (2001) |
| Aníron I Desire                                                | 2009   | The Very Best of Enya                                                                        | 2:42     | Еня, Р. Райън                                 | синдарин              | Версия на парчето от 2001 г., незаписана преди това |
| Anywhere Is                                                    | 1995   | Anywhere Is сингъл / The Memory of Trees                                                     | 3:58     | Еня, Р. Райън                                 | английски             | 1-ви сингъл от албума The Memory of Trees от 1995 г. Вкл. в саундтрака на филма Calmi Cuori Appassionati (2001) Вкл. в компилациите Only Time: The Collection и The Very Best of Enya |
| Anywhere Is single edit                                        | 1995   | Anywhere Is промо сингъл                                                                     | 3:43     | Еня, Р. Райън                                 | английски             | 1-ви сингъл от албума The Memory of Trees от 1995 г. По-къса радио версия Направен промо видеоклип на сингъла с реж. Дейвид Шайнман Вкл. в компилациите Paint the Sky with Stars: The Best of Enya и A Box of Dreams Видеоклипът е вкл. в компилациите The Video Collection (2001)и The Very Best of Enya – луксозна версия |
| As Baile Away From Home                                        | 1991   | Caribbean Blue сингъл (само в Обед. кралство) / Book of Days сингъл                          | 4:03     | Еня                                           |                       | Инструментална Коригирана версия на Exile |
| Astra et Luna                                                  | 2015   | Dark Sky Island                                                                              | 3:20     | Еня, Р. Райън                                 | латински              | |
| Athair ar Neamh                                                | 1995   | The Memory of Trees                                                                          | 3:39     | Еня, Р. Райън                                 | ирландски             | Вкл. в компилациите A Box of Dreams; Only Time: The Collection и The Very Best of Enya – луксозна версия |
| Bard Dance                                                     | 1986   | Enya / The Celts                                                                             | 1:23     | Еня                                           | -                     | Инструментална |
| Boadicea                                                       | 1986   | Enya / The Celts                                                                             | 3:30     | Еня                                           | -                     | Инструментална Направен промо видеоклип Семплирана в песните Ready or Not на Фюджийс през 1996 г., I Don't Wanna Know на Марио Уинанс с Шон Комбс през 2004 г. и You Should Really Know на Пайрътс през 2004 г. Използвана във видеото Portrait of Ireland (1989) Вкл. в саундтрака на филмите Сомнабули (1992), Telmisseomding (1999) и Tommy (2014) Използвана в еп. от сериалите Skeppsholmen (2002) и Престъпни намерения (2007) Вкл. в компилациите Paint the Sky with Stars: The Best of Enya; A Box of Dreams и Only Time: The Collection |
| Boadicea Edit                                                  | 2005   | Amarantine сингъл (само във Франция и Европа) / The Very Best of Enya                        | 3:30     | Еня                                           | -                     | Инструментална Ремастеризирана версия |
| Book of Days версия на ирландски                               | 1991   | Shepherd Moons само през 1991 г.                                                             | 2:34     | Еня, Р. Райън                                 | ирландски             | |
| Book of Days версия на англ. и ирландски                       | 1992   | Shepherd Moons от 1992 г. нататък / Book of Days сингъл                                      | 2:56     | Еня, Р. Райън                                 | английски и ирландски | 3-ти сингъл от албума Shepherd Moons от 1992 г. Направен промо видеоклип на сингъла от реж. Майкъл Джеогеган Използвана в еп. от сериалите „Спасители на плажа“ (1993) и Dead at 21 (1994) Използвана в епизод от реалити шоуто The Real World (1994) Използвана в късометражния филм Paradise Attempted (2000) Използвана в тв реклама на MSC Crociere в Ирландия през 2001 г. Използвана в саундтрака на филмите Calmi Cuori Appassionati (2001) и Безсмърните Тък (2002) Използвана на церемонията по награждаването на Световното първенство по лека атлетика 2009 през 2009 Вкл. в компилациите Paint the Sky with Stars: The Best of Enya; A Box of Dreams; Only Time: The Collection и The Very Best of Enya – стандартна версия Видеоклипът е вкл. в компилацията The Very Best of Enya – луксозна версия Номинирана за Златна малинка през 1992 г. като най-лоша оригинална песен |
| Book of Days Remix                                             | 1992   | Far and Away саундтрак на филма „Далече, далече“                                             | 2:56     | Еня, Р. Райън                                 | английски и ирландски | Вкл. в саундтрака на филма „Далече, далече“ (1992) Направен ремикс за финалните надписи на филма „Далече, далече“, никога незаписан на диск |
| Buaireadh An Phósta с Кланад                                   | 1981   | Fuaim албум на Кланад                                                                        | 2:52     | традиционна                                   | ирландски             | Еня е на клавишни |
| Caribbean Blue                                                 | 1991   | Caribbean Blue сингъл / Shepherd Moons                                                       | 3:58     | Еня, Р. Райън                                 | английски             | 1-ви сингъл от албума Shepherd Moons от 1991 г. Използвана в еп. от сериалите Motormouth (1991), Northern Exposure (1992) и „Спасители на плажа“ (1993) Вкл. в саундтрака на филмите Piccolo grande amore (1993), Calmi Cuori Appassionati (2001) Ruoma De Shi Qi Sui (2002) и „Дедпул 2“ (2018) Използвана в тв реклами на Нестле от 1997, Kellogg's от 1998, MSC Crociere от 2001 г., Lines от 2008 г. и Фереро Роше в Полша през 2011 г. Използвана в еп. на шоуто за таланти So You Think You Can Dance II в САЩ през 2006 Използвана в еп. на док. филм Visiting... with Huell Howser (2007) Вкл. в компилациите Paint the Sky with Stars: The Best of Enya; A Box of Dreams; Only Time: The Collection и The Very Best of Enya |
| Caribbean Blue Edit                                            | 1991   | Caribbean Blue промо сингъл                                                                  | 3:40     | Еня, Р. Райън                                 | английски             | 1-ви сингъл то албума Shepherd Moons от 1991 г. По-къса радио версия Направен промо видеоклип на сингъла с реж. Майкъл Джеогеган Видеоклипът е вкл. в компилациите Moonshadows (1991), The Video Collection (2001) и The Very Best of Enya – луксозна версия |
| China Roses                                                    | 1995   | The Memory of Trees                                                                          | 4:47     | Еня, Р. Райън                                 | английски             | Промо сингъл само в Европа от 1995 г. Използвана в тв реклама на Фереро (Рафаело) Вкл. в компилациите Paint the Sky with Stars: The Best of Enya; A Box of Dreams и Only Time: The Collection |
| Christmas Secrets                                              | 2006   | Amarantine – Christmas Special Edition                                                       | 3:45     | Еня, Р. Райън                                 | английски             | Вкл. в EP-тата Sounds of the Season (САЩ) и Christmas Secrets (Канада) Вкл. в компилацията Christmas Secrets със заглавие Christmas Secret Реинтерпретирана от Yavanna в компилацията X-Factor The Christmas Album (2009) със заглавие Christmas Secret |
| Cursum Perficio                                                | 1988   | Watermark                                                                                    | 4:06     | Еня, Р. Райън                                 | латински              | Използвана във видеото Portrait of Ireland (1989) Вкл. в компилациите A Box of Dreams; Only Time: The Collection и The Very Best of Enya – стандартна версия |
| Dan Y Dŵr Beneath the Waters                                   | 1986   | Enya / The Celts                                                                             | 1:41     | Еня, Р. Райън                                 | уелски                | Вкл. в саундтрака на филма Лудо сърце (1993) |
| Dark Sky Island                                                | 2015   | Dark Sky Island                                                                              | 4:56     | Еня, Рома Райън                               | английски             | |
| Deireadh an Tuath End of the Tribe                             | 1986   | Enya / The Celts                                                                             | 1:42     | Еня, Р. Райън                                 | ирландски             | Използвана в парчето Portrait of Ireland (1989) Вкл. в компилацията A Box of Dreams |
| Deora ar mo Chroí Tears on My Heart                            | 2000   | A Day Without Rain                                                                           | 2:46     | Еня, Р. Райън                                 | ирландски             | Използвана в еп. от сериала „Момичетата Гилмор“ (2002) Използвана в събитието Кечмания 26 2010 Вкл. в компилацията Only Time: The Collection |
| Deserted House                                                 | 1986   | -                                                                                            | -        | Еня                                           | -                     | Първоначална версия на Tempus Vernum Инструментална Никога незаписвана на диск Използвана в док. филм The Celts |
| Diamonds On The Water                                          | 2015   | Dark Sky Island                                                                              | 3:33     | Еня, Р. Райън                                 | английски             | |
| Dive със Салваторе Ганачи и Алекс Арис                         | 2016   | Dive сингъл на Salvatore Ganacci con Alex Ris                                                | 3:21     | Еня, Коблиц, Папаконстантину, Риберг, Свенсон | английски             | Семплиране на Boadicea Продуцент Салваторе Ганачи Направен промо видеоклип на сингъла Направено текстово видео на сингъла |
| Dreams                                                         | 1985   | The Frog Prince саундтрак                                                                    | 3:38     | Еня, Макгетиган                               | английски             | |
| Dreams Are More Precious                                       | 2008   | And Winter Came...                                                                           | 4:25     | Еня, Р. Райън                                 | английски             | Промо сингъл само в Япония от 2009 г. Направено текстово видео през 2019 г. Използвана в японския тв сериал Arifureta Kiseki (2009) Използвана в два еп. на шоуто за таланти So You Think You Can Dance V в САЩ през 2009 г. Вкл. в компилациите The Very Best of Enya – японска стандартна версия и Christmas Secrets |
| Drifting                                                       | 2005   | Amarantine                                                                                   | 4:11     | Еня                                           | -                     | Инструментална Номинация за „Грами“ през 2006 г. като Най-добро инструментално парче Вкл. в компилацията The Very Best of Enya – луксозна версия |
| Dúlamán Live с Кланад                                          | 1982   | Celtic Folk Festival концертен албум с разл. изпълнители                                     | 5:34     | Традиционна                                   | ирландски             | Записана в Утрехт на 13 февруари 1982 |
| Ebudæ                                                          | 1991   | Shepherd Moons                                                                               | 1:54     | Еня, Р. Райън                                 | ирландски             | Вдъхновена от традиционните шотландски Waulking Songs Вкл. в компилациите Paint the Sky with Stars: The Best of Enya; A Box of Dreams и Only Time: The Collection |
| Ebudæ Remix                                                    | 1992   | Toys саундтрак                                                                               | 1:50     | Еня, Р. Райън                                 | ирландски             | Вкл. в саундтрака на филма „Играчки“ (1992) |
| Echoes in Rain                                                 | 2015   | Dark Sky Island                                                                              | 3:33     | Еня, Р. Райън                                 | английски             | 1-ви сингъл от албума Dark Sky Island от 2015 г. Направено текстово видео на сингъла Направен промо видеоклип на сингъла с реж. К. Накагава |
| Echoes in Rain Radio Edit                                      | 2015   | Echoes in Rain промо сингъл                                                                  | 3:00     | Еня, Р. Райън                                 | английски             | 1-ви сингъл от албума Dark Sky Island от 2015 По-къса радио версия |
| Eclipse                                                        | 1989   | Oíche Chiún сингъл                                                                           | 1:34     | Еня                                           | -                     | Инструментално (с текст на ирландски изпят наобратно) Преработена и коригирана версия на Deireadh an Tuath Вкл. в компилациите A Box of Dreams и Only Time: The Collection |
| Epilogue                                                       | 1985   | The Frog Prince саундтрак                                                                    | 1:00     | Еня                                           | -                     | Инструментална Продуцент Ричард Майхил |
| Epona                                                          | 1986   | Enya / The Celts                                                                             | 1:36     | Еня                                           | -                     | Инструментална Вкл. в саундтрака на филма История в Лос Анджелис (1991) |
| Evacuee                                                        | 1991   | Shepherd Moons                                                                               | 3:50     | Еня, Р. Райън                                 | английски             | Вкл. в компилациите A Box of Dreams и Only Time: The Collection |
| Evening Falls...                                               | 1988   | Watermark / Evening Falls... сингъл                                                          | 3:46     | Еня, Р. Райън                                 | английски             | 2-ри сингъл от албума Watermark от 1988 Направени 2 промо видеоклипа на сингъла с реж. Майкъл Джеогеган Използвана във видеото Portrait of Ireland (1989) Използвана в еп. от сериалите Rockopop (1990) и Witchblade (2001) Вкл. в саундтрака на филма Calmi Cuori Appassionati (2001) Използвана в тв реклама на Chilly Вкл. в компилациите A Box of Dreams и Only Time – The Collection Видеоклипът е вкл. в компилациите Moonshadows (1991), The Video Collection (2001) и The Very Best of Enya – луксозна версия. Реинтерпретирана от Gregorian в албума Masters of Chant Chapter IV (2003) |
| Even in The Shadows                                            | 2015   | Dark Sky Island                                                                              | 4:13     | Еня, Р. Райън                                 | английски             | 2-ри сингъл от албума Dark Sky Island от 2016 г. Направено текстово видео на сингъла. |
| Exile                                                          | 1988   | Watermark / Exile сингъл                                                                     | 4:20     | Еня, Р. Райън                                 | английски             | 4-ти сингъл от албума Watermark от 1991 г. Направен промо видеоклип на сингъла с реж, Майкъл Джеогеган Вкл. в саундтрака на филмите „История в Лос Анджелис“ (1991) и „Изстрадано приятелство“ (1995) Направен ремикс за филма „История в Лос Анджелис“, никога незаписан на диск. Използвана в еп. от сериала Хейвън (2011) Семплирана в Sub zero на Sgarra ft. Джейк Ла Фурия и Винченцо да Виа АнфосиВключена в Jigga Jigga! на Скутер (2004) Вкл. в компилациите A Box of Dreams и Only Time – The Collection Видеоклипът е вкл. в компилациите Moonshadows (1991), The Video Collection (2001) и The Very Best of Enya – луксозна версия |
| Fading c Риана                                                 | 2010   | Loud албум на Риана                                                                          | 3:20     | Джоунс, Дийн                                  | английски             | Неоторизиран семплиране в One by One Издадена през август 2011 г. нова версия без гласа на Еня. |
| Fairytale също Fairytale I                                     | 1986   | Enya / The Celts                                                                             | 3:02     | Еня                                           | -                     | Инструментална Вкл. в саундтрака на филма Calmi Cuori Appassionati (2001) |
| Fairytale II                                                   | 1986   | -                                                                                            | -        | Еня                                           | -                     | Инструментална Никога незаписана на диск. Използвана в док. тв сериал The Celts |
| Fairytale III                                                  | 1986   | -                                                                                            | -        | Еня                                           | -                     | Инструментална Никога незаписана на диск. Използвана в док. тв сериал The Celts |
| Fallen Embers                                                  | 2000   | A Day Without Rain                                                                           | 2:29     | Еня, Р. Райън                                 | английски             | Вкл. в компилациите Only Time – The Collection и The Very Best of Enya – луксозна версия |
| Flora's Secret                                                 | 2000   | A Day Without Rain                                                                           | 4:05     | Еня, Р. Райън                                 | английски             | Вкл. в компилацията Only Time – The Collection и The Very Best of Enya – луксозна версия. |
| From Where I Am                                                | 1995   | The Memory of Trees                                                                          | 2:20     | Еня                                           | -                     | Инструментална Вкл. в компилацията A Box of Dreams |
| Gathering Mushrooms с Clannad                                  | 1978   | Crann Úll албум на Кланад                                                                    | 2:40     | Tрадиционна                                   | ирландски             | Първа поява на Еня като член на Кланад |
| Hope Has a Place                                               | 1995   | The Memory of Trees                                                                          | 4:44     | Еня, Р. Райън                                 | английски             | Вкл. в компилациите A Box of Dreams и Only Time – The Collection |
| How Can I Keep from Singing?                                   | 1991   | Shepherd Moons / How Can I Keep from Singing? сингъл                                         | 4:32     | традиционна аранжимент на Еня                 | английски             | Кавър на християнски хим, композиран през 1868 г. от Робърт Уодсуърт Лоури (интегриран от Дорис Плен през 1950-те г.). Оригиналната песен е известна и като My Life Flows on in Endless Song 2-ри сингъл от албума Shepherd Moons от 1991 Направен промо видеоклип от Entertainment Productions (3:20 min) Използвана в еп. от сериала Наричана още (2002) Вкл. в компилацията Only Time – The Collection Видеоклипът е вкл. в компилацията The Video Collection (2001) |
| Horo Gheallaid Live с Clannad                                  | 1982   | Celtic Folk Festival концертен албум с различни изпълнители                                  | 1:56     | традиционна                                   | ирландски             | Записана в Утрехт на 13 февр. 1982 г. |
| I Could Never Say Goodbye                                      | 2015   | Dark Sky Island                                                                              | 3:28     | Еня, Р. Райън                                 | английски             | |
| I Don't Wanna Know c Mario Winans и P. Diddy                   | 2004   | I Don't Wanna Know сингъл на Марио Уинанс с P. Diddy / Hurt No More албум на Марио Уинанс    | 4:22     | Еня, Уинанс, Хокинс, Джоунс, Сермон, Смит     | английски             | Семплиране на Boadicea Продуцент Марио Уинанс Направен промо видеоклип на сингъла. Направен официален ремикс. |
| I Don't Wanna Know инструментална                              | 2004   | I Don't Wanna Know сингъл на Марио Уинанс с P. Diddy                                         | 4:24     | Еня, Уинанс                                   | -                     | Инструментална Семплиране на Boadicea Продуцент Марио Уинанс |
| I May Not Awaken                                               | 1995   | On My Way Home сингъл                                                                        | 4:20     | Еня, Р. Райън                                 | английски             | |
| I Want Tomorrow                                                | 1986   | I Want Tomorrow сингъл / Enya / The Celts                                                    | 4:03     | Еня, Р. Райън                                 | английски             | 1-ви сингъл от албума Enya от 1987 Направен промо видеоклип за док. тв сериал The Celts с реж. Дейвид Ричардсън Вкл. в компилациите A Box of Dreams и Only Time – The Collection |
| If I Could Be Where You Are                                    | 2005   | Amarantine                                                                                   | 4:00     | Еня, Р. Райън                                 | английски             | Промо сингъл само за Япония Използвана в еп. на сериала Военни престъпления (2013) Използвана в тв реклама на Панасоник в Япония през 2005 г. Вкл. в компилацията The Very Best of Enya – луксозна версия |
| Irish Piece                                                    | 1986   | -                                                                                            | -        | Еня                                           | -                     | ИнструменталнаНикога незаписвана на диск Използвана в док. тв сериал The Celts |
| Isobella                                                       | 2000   | A Day Without Rain само японски сингъл / May It Be сингъл                                    | 4:29     | Еня, Р. Райън                                 | ирландски             | Вкл. в компилацията Only Time – The Collection |
| It's in the Rain                                               | 2005   | Amarantine / It's in the Rain сингъл                                                         | 4:08     | Еня, Р. Райън                                 | английски             | 2-ри сингъл от албума Amarantine от 2006 |
| It's in the Rain радио версия                                  | 2006   | It's in the Rain промо сингъл / It's in the Rain промо сингъл с Adeste, Fideles              | 3:45     | Еня, Р. Райън                                 | английски             | 2-ри сингъл от албума Amarantine от 2006 По-къса радио версия Направен промо видеоклип на сънгъла с реж. Тим Ройс. Видеоклипът е вкл. в компилацията The Very Best of Enya – луксозна версия |
| Jenny                                                          | 1985   | The Frog Prince саундтрак                                                                    | 1:07     | Eня                                           | -                     | Инструментална Продуцент Ричард Майхил |
| Jenny And Roz                                                  | 1985   | The Frog Prince саундтрак                                                                    | 1:23     | Еня                                           | -                     | Инструментална Продуцент Ричард Майхил |
| Journey of the Angels                                          | 2008   | And Winter Came...                                                                           | 4:47     | Еня, Р. Райън                                 | английски             | Вкл. в компилацията Christmas Secrets |
| La Soñadora                                                    | 1995   | The Memory of Trees                                                                          | 3:35     | Еня, Р. Райън                                 | испански              | Вкл. в компилацията A Box of Dreams |
| Last Time By Moonlight                                         | 2008   | And Winter Came...                                                                           | 3:57     | Еня, Р. Райън                                 | английски             | |
| Lazy Days                                                      | 2000   | A Day Without Rain                                                                           | 3:43     | Еня, Р. Райън                                 | английски             | Използвана в док. филм Ocean Men: Extreme Dive (2001) Вкл. в компилацията Only Time – The Collection |
| Less Than a Pearl Heah Viiya                                   | 2005   | Amarantine                                                                                   | 3:44     | Еня, Р. Райън                                 | Локсиански            | |
| Long Long Journey                                              | 2005   | Amarantine                                                                                   | 3:17     | Еня, Р. Райън                                 | английски             | Използвана в предаването Il mondo заедно с док. филм за Оркни (18-01-2015) |
| Lothlórien                                                     | 1991   | Shepherd Moons                                                                               | 2:08     | Еня                                           | -                     | Инструментална Вдъхновена от романите на Толкин: тя е името на едно кралство от Средната земя Вкл. в компилациите A Box of Dreams и Only Time – The Collection |
| Marble Halls                                                   | 1991   | Shepherd Moons / Marble Halls сингъл                                                         | 3:53     | Балфе, Бън Аранжимент на Еня                  | английски             | Кавър на парче от операта The Bohemian Girl Оригиналното парче е известно и като I Dreamt I Dwelt in Marble Halls или The Gipsy Girl's Dream Направен видеоклип през 1992 г. за предаването Music From the Bridge 4-ти сингъл от албума Shepherd Moons от 1994 Вкл. в саундтрака на филма Невинни години (1994) Вкл. в компилациите Paint the Sky with Stars: The Best of Enya; A Box of Dreams и Only Time – The Collection |
| March of the Celts                                             | 1986   | Enya / The Celts                                                                             | 3:15     | Еня, Р. Райън                                 | ирландски             | Вкл. в компилациите A Box of Dreams и Only Time – The Collection |
| May It Be                                                      | 2001   | Il Signore degli Anelli – La Compagnia dell'Anello саундтрак                                 | 4:16     | Еня, Р. Райън                                 | английски / Quenya    | Вкл. в саундтрака на филма Властелинът на пръстените: Задругата на пръстена (2001) |
| May It Be Edit                                                 | 2001   | May It Be сингъл                                                                             | 3:30     | Еня, Р. Райън                                 | английски / Quenya    | По-къса радио версия Направени 2 промо видеоклипа на сингъла на реж. Питър Нидръл Номинирана за Оскар през 2002 за Най-добра песен, за Златен глобус през 2002 за Най-добра оригинална песен, за Грами през 2003 за Най-добра песен, написана за филм. Изпълнена на живо на 74-тата церемония по награждаването Оскар през 2002 г. Използвана в еп. от програмата Amore criminale през 2013 Използвана в док. филм Sahaya Going Beyond (2013) Вкл. в компилациите Only Time – The Collection и The Very Best of Enya Преинтерпретирана от Лайза Кели в албума Lisa (2003), Хейли Уестенра в албума Odyssey (2005), Celtic Woman в едноименния албум (2005) и хор Chantage в албума My Promise: Music for All Weddings (2015) |
| May It Be                                                      | 2005   | Il Signore degli Anelli – La Compagnia dell'Anello The Complete Recordings саундтрак         | 3:26     | Еня, Р. Райън                                 | английски / Quenya    | Леко променена версия на парчето, записано за Властелинът на пръстените: Задругата на пръстена“ (2001) |
| Mheall Sí Lena Glórthai Mé с Clannad                           | 1981   | Fuaim албум на Кланад                                                                        | 4:16     | традиционна                                   | ирландски             | Еня участва като хористка |
| Mhórag 's Na Horo Gheallaidh с Clannad                         | 1981   | Mhórag 's Na Horo Gheallaidh сингъл на Clannad / Fuaim албум на Кланад                       | 1:43     | традиционна                                   | ирландски             | Еня участва като хористка |
| Midnight Blue                                                  | 2001   | Wild Child сингъл                                                                            | 2:04     | Еня                                           | -                     | Инструментална Начална версия на And Winter Came... |
| Miraculum                                                      | 2000   | And Winter Came... само по Амазон / АйТюнс                                                   | 3:53     | Еня, Р. Райън                                 | латински              | Версия на латински на One Toy Soldier |
| Miss Clare Remembers като Eithne Ní Bhraonáin                  | 1984   | Touch Travel                                                                                 | 2:02     | Еня                                           | -                     | Инструментална Начална версия на едноименната песен в албума Watermark Вдъхновена от едноименния разказ на Мис Риийд |
| Miss Clare Remembers                                           | 1988   | Watermark                                                                                    | 1:59     | Еня                                           | -                     | Инструментална Вдъхновена от едноименния разказ на Мис Риийд Вкл. в компилациите A Box of Dreams и Only Time – The Collection |
| Morning Glory                                                  | 1988   | Evening Falls... сингъл                                                                      | 2:28     | Еня                                           | -                     | Инструментална Вкл. в компилацията A Box of Dreams |
| Morrígan                                                       | 1986   | -                                                                                            | -        | Еня, Р. Райън                                 | ирландски             | Първоначална версия на Pax Deorum Никога незаписана на диск Използвана в док. тв сериал The Celts |
| My! My! Time Flies!                                            | 2008   | And Winter Came... / My! My! Time Flies! дигитален сингъл                                    | 3:02     | Еня, Рома Райън                               | английски             | Промо сингъл само в Европа през 2009 г. Посветена на ирландския китарист Джими Фокнър (1950 – 2008) Вкл. в компилацията The Very Best of Enya – луксозна версия |
| Na Laetha Geal M'Óige                                          | 1988   | Watermark                                                                                    | 3:54     | Еня, Р. Райън                                 | ирландски             | Направен видеоклип през 1989 г. за предаването Homeward Bound Използвана във видеото Portrait of Ireland (1989) Вкл. в компилациите A Box of Dreams и Only Time – The Collection |
| Never Get Old c Шинейд О'Конър                                 | 1987   | The Lion and the Cobra албум на Шинейд О'Конър                                               | 4:39     | Шинейд О’Конър                                | английски / ирландски | Еня участва, четейки пасаж от Библията на ирландски (Псалтир 91:11 – 13) |
| Ni Lá Na Gaoithe Lá Na Scoilb? с Кланад                        | 1981   | Fuaim албум на Кланад                                                                        | 6:11     | традиционна                                   | ирландски             | Еня участва като хористка и на клавишни |
| No Holly for Miss Quinn                                        | 1991   | Shepherd Moons                                                                               | 3:40     | Еня                                           | -                     | Инструментална Вдъхновена от едноименния разказ на Мис Риийд. Вкл. в компилациите A Box of Dreams и Only Time – The Collection |
| O Come, O Come, Emmanuel                                       | 2008   | And Winter Came...                                                                           | 3:40     | традиционна                                   | английски / латински  | Кавър на класическата коледна песен Veni, Veni, Emmanuel Вкл. в компилацията Christmas Secrets |
| Oíche Chiún Silent Night                                       | 1988   | Evening Falls... сингъл / Oíche Chiún промо сингъл                                           | 3:44     | традиционна Аранжимент на Еня                 | ирландски             | Кавър на класическата коледна песен „Тиха нощ, свята нощ“ Наричана погрешно Oíche Chiúin в някои издания Направен видеоклип през 1996 г. Направено текстово видео през 2019 г. Вкл. в EP-то Sounds of the Season (САЩ) Вкл. в компилациите Only Time – The Collection и Christmas Secrets Видеоклипът е вкл. в компилацията Only Time – The Collection (2002) |
| Oíche Chiún Chorale                                            | 2008   | And Winter Came...                                                                           | 3:49     | Традиционна Аранжимент на Еня                 | ирладски              | Кавър на класическата коледна песен Тиха нощ, свята нощ Вкл. в компилацията The Very Best of Enya – северноамериканска стандартна версия Вкл. в компилацията Christmas Secrets |
| On My Way Home                                                 | 1995   | The Memory of Trees / On My Way Home сингъл                                                  | 5:08     | Еня, Р. Райън                                 | английски             | 2-ри сингъл от албума The Memory of Trees от 1996 г. Вкл. препратки към миналите парчета Orinoco Flow и Book of Days |
| On My Way Home remix                                           | 1996   | On My Way Home промо сингъл                                                                  | 3:35     | Еня, Р. Райън                                 | английски             | 2-ри сингъл от албума The Memory of Trees от 1996 г. По-къса радио версия. Направен промо видеоклип на сингъла с реж, Роб Дикинс (4:26 min) Вкл. в компилаците Paint the Sky with Stars: The Best of Enya и A Box of Dreams Видеоклипът е вкл. в компилациите The Video Collection (2001) и The Very Best of Enya – луксозна версия |
| On Your Shore                                                  | 1988   | Watermark                                                                                    | 3:59     | Еня, Р. Райън                                 | английски             | Направен промо видеоклип. Направен видеоклип през 1989 за предаването Homeward Bound Използвана в тв рекалма на Волво през 1989 г. Вкл. в саундтрака на филма „История от Лос Анджелис“ (1991) Вкл. в компилациите Paint the Sky with Stars: The Best of Enya; A Box of Dreams и Only Time – The Collection |
| Once You Had Gold                                              | 1995   | The Memory of Trees                                                                          | 3:16     | Еня, Р. Райън                                 | английски             | Вкл. в саундтрака на филмите Calmi Cuori Appassionati (2001) и Позабременяла (2007) |
| One by One Adiós                                               | 2000   | A Day Without Rain                                                                           | 3:53     | Еня, Р. Райън                                 | английски             | Използвана в еп. на тв сериал Amore criminale през 2013 Вкл. в компилациите Only Time – The Collection и The Very Best of Enya – луксозно издание |
| One Toy Soldier                                                | 2008   | And Winter Came...                                                                           | 3:53     | Еня, Р. Райън                                 | английски             | |
| Only If...                                                     | 1997   | Only If... сингъл / Paint the Sky with Stars                                                 | 3:17     | Еня, Р. Райън                                 | английски / френски   | 1-ви сингъл от компилацията Paint the Sky with Stars от 1997 г. Направен промо видеоклип на сингъла с реж. Дан Натан. Вкл. в компилациите A Box of Dreams и The Very Best of Enya – стандартно японско издание. Видеклипът е вкл. в компилациите The Video Collection (2001) и The Very Best of Enya (2009) – луксозно издание |
| Only If You Want To                                            | 1997   | The Best of Enya промо японско издание на Paint the Sky with Stars                           | 3:17     | Еня, Р. Райън                                 | английски             | Начална версия на Only If... |
| Only Time                                                      | 2000   | Only Time сингъл / A Day Without Rain                                                        | 3:37     | Еня, Р. Райън                                 | английски             | 1-ви сингъл от албума A Day Without Rain от 2000 г. Направени 2 промо видеоклипа на сингъла с реж. Грейъм Финк. Победителка на Награди „Ехо“ през 2002 г. като Най-добър международен сингъл. Използвана в презентация с Macromedia Flash на Стив Голдинг през 2001 г. след атентатите от 11 септември в САЩ Вкл. в саундтрака на филма Месец любов (2001), Баш обирджии (2016) и Дедпул 2 (2018) Използвана в тв реклама на Волво в САЩ през 2013 г. Използвана в еп. на сериалите Приятели (2002), Viva La Bam (2004), Neon Naege Banhaesseo (2011), Jmenuju Se Martin (2015), Високо напрежение (2016), MenT (2017) и Elementary (2018) Вкл. в компилациите Only Time – The Collection и The Very Best of Enya Видеоклипът е вкл. в компилациите The Video Collection (2001) и The Very Best of Enya – луксозно издание Реинтерпретирана от Tуелв Гърлс Бенд в албума Eastern Energy (2004) и от Keedie в албума I Believe my Heart (2004) |
| Only Time Remix                                                | 2001   | Only Time (Remix) сингъл                                                                     | 3:14     | Еня, Р. Райън                                 | английски             | Радио ремикс Продуценти S.A.F. и Ники Райън Направени 2 промо видеоклипа на сингъла на реж. Грейъм Финк. |
| Only Time Pop Remix                                            | 2001   | Only Time (Pop Remix) промо сингъл                                                           | 3:18     | Еня, Р. Райън                                 | английски             | Радио ремикс |
| Oriel Window                                                   | 1991   | Caribbean Blue сингъл                                                                        | 2:22     | Еня                                           | -                     | Инструментална Вкл. в компилацията A Box of Dreams |
| Orinoco Flow също Orinoco Flow (Sail Away)                     | 1988   | Orinoco Flow сингъл / Watermark                                                              | 4:25     | Еня, Р. Райън                                 | английски             | 1-ви сингъл от албума Watermark от 1988 Използвана в тв реклама на Фоклсваген в САЩ и на Рено (Туинго) (1997). Пародирана в еп. от анимационния сериал Саут Парк (1997). Вкл. в саундтрака на филмите Calmi Cuori Appassionati (2001), Шрек завинаги (2010), Осми клас (2018) и Хотел Трансилвания 3 (2018). Вкл. в епизод от сериалите I'm Alan Partridge (2002), Peep Show (2003), Агнешко (2010), Особняци (2011), Моят луд дебел дневник (2015), Черното огледало (2016), Coronation Street (2016), Please Like Me (2016), Бруклин 99 (2017), Mystery Science Theater 3000: The Return (2017), Последният човек на Земята (2017) и Living with Yourself (2019).Използвана в док. филм When Snooker Ruled The World (2002) и в 1 еп. на док. филм Folk Britannia (2006) Вкл. в саундтрака на филма Мъжете, които мразеха жените (2012) Използвана в концертното DVD на Electric Six Absolute Treasure (2014) Използвана в еп. на английските програми Who's Doing the Dishes? (2016), I'm a Celebrity... Extra Camp (2017) и Ellie & Natasia (2019) Вкл. в компилациите Paint the Sky with Stars: The Best of Enya; A Box of Dreams и Only Time – The Collection и The Very Best of Enya Семплирана в Tribal Bass на Rebel MC през 1991 г. Реинтерпретирана от Celtic Woman в едноименния им албум (2005) и от Либера в албума New Dawn (2008) |
| Orinoco Flow Edit                                              | 1988   | Orinoco Flow промо сингъл                                                                    | 3:43     | Еня, Р. Райън                                 | английски             | 1-ви сингъл от албума Watermark от 1988 По-къса радио версия Направен промо видеоклип на сингъла с реж. Майкъл Джеогеган Победител на Световните музикални награди през 1989 г. като Музикален видеоклип на годината Номинирана за Грами през 1990 г. като Най-добър ню ейдж сингъл и като Най-добър музикален видеоклип Видеоклипът е вкл. в компилациите Moonshadows (1991), The Video Collection (2001) и The Very Best of Enya – луксозна версия. Вкл. в компилацията Pure Moods (1994) |
| Out of the Blue също Portrait (Out of the Blue)                | 1988   | Orinoco Flow сингъл / The Celts                                                              | 3:12     | Eня                                           | -                     | Инструментална По-дълга версия на Portrait Вкл. в компилацията A Box of Dreams |
| Paint the Sky with Stars                                       | 1997   | Paint the Sky with Stars                                                                     | 4:12     | Еня, Р. Райън                                 | английски             | Вкл. в компилацията A Box of Dreams |
| Pale Grass Blue                                                | 2015   | Dark Sky Island – луксозно издание                                                           | 3:33     | Еня, Р. Райън                                 | английски             | |
| Pax Deorum                                                     | 1995   | The Memory of Trees                                                                          | 4:58     | Еня, Р. Райън                                 | латински / ирландски  | Първоначално наречена Morrígan и използвана в док. тв сериал The Celts (1986) Цитирана като част от афоризъм, взет от Epistole (20 пр.н.е.) на римския поет Хораций: Omnem crede diem tibi diluxisse supremum Използвана в док. филм For The Bible Tells Me So (2007) Вкл. в компилациите A Box of Dreams; Only Time – The Collection и The Very Best of Enya – edizione Deluxe |
| Pilgrim                                                        | 2000   | A Day Without Rain                                                                           | 3:11     | Еня, Р. Райън                                 | английски             | Вкл. в саундтрака на филма Baby Blue (2001) |
| Portrait                                                       | 1986   | Enya                                                                                         | 1:23     | Eня                                           | -                     | Инструментална |
| Quiet Desperation с Кристи Мур                                 | 1985   | Ordinary Man албум на Кристи Мур                                                             | 4:55     | Мур                                           | английски             | Участва като хористка и на клавишни. |
| Ready or Not с Фюджийс                                         | 1996   | The Score Fugees / Ready or Not сингъл на Фюджийс                                            | 3:50     | Еня, Бел, Харт                                | английски             | Семплинг на Boadicea, първоначално неоторизиран Направен промо видеоклип на сингъла |
| Reflection                                                     | 1985   | The Frog Prince саундтрак                                                                    | 1:08     | Eня                                           | -                     | Иснтрументална Продуцен Ричард Майхил. |
| Remember Your Smile                                            | 2015   | Dark Sky Island – edizione Deluxe                                                            | 2:57     | Еня, Рома Райън                               | английски             | |
| River                                                          | 1988   | Watermark                                                                                    | 3:10     | Еня                                           | -                     | ИнструменталнаВкл. в саундтрака на филма Зелена карта (1990) Вкл. в компилациите A Box of Dreams и Only Time – The Collection |
| Sancta Maria                                                   | 2015   | Dark Sky Island                                                                              | 3:50     | Еня, традиционна                              |                       | |
| Seaside Ditty                                                  | 1986   | -                                                                                            | -        | Еня                                           | -                     | Инструментална Никога незаписана на диск Използвана в док. тв сериал The Celts |
| Severed Head                                                   | 1986   | -                                                                                            | -        | Еня                                           | -                     | Инструментална Никога незаписана на диск Използвана в док. тв сериал The Celts |
| S Fagaim mo Bhaile And I Leave My Home                         | 1989   | How Can I Keep from Singing? сингъл (в Европа) / Book of Days сингъл (в САЩ)                 | 3:57     | Еня, Р. Райън                                 | ирландски             | |
| Shepherd Moons                                                 | 1991   | Shepherd Moons                                                                               | 3:42     | Еня                                           | -                     | Инструментална Използвана в док. филм Last Voyage of the Lusitania (1994) Използвана в еп. на теленовелата Черната перла (1994) Вкл. в компилациите Paint the Sky with Stars: The Best of Enya; A Box of Dreams и Only Time – The Collection |
| Silver Inches                                                  | 2000   | A Day Without Rain                                                                           | 1:36     | Еня                                           | -                     | Инструментална |
| Smaointe... също Smaoitím...                                   | 1988   | Orinoco Flow сингъл (само в Европа) със заглавие Smaoitím... / Shepherd Moons                | 6:07     | Еня, Р. Райън                                 | ирландски             | Вкл. в компилацията A Box of Dreams |
| So I Could Find My Way                                         | 2015   | Dark Sky Island                                                                              | 4:25     | Еня, Р. Райън                                 | английски             | Направено текстово видео Направен промо видеоклип на реж. К. Накагава |
| Solace                                                         | 2015   | Dark Sky Island – edizione Deluxe                                                            | 3:56     | Еня, Р. Райън                                 | английски             | |
| Someone Said Goodbye                                           | 2005   | Amarantine                                                                                   | 4:02     | Еня, Р. Райън                                 | английски             | |
| Someone Said Goodbye Remix                                     | 2006   | Someone Said Goodbye промо сингъл САЩ                                                        | 4:02     | Еня, Р. Райън                                 | английски             | Промо сингъл само в САЩ |
| Song of the Sandman Lullaby                                    | 2001   | Wild Child сингъл                                                                            | 3:40     | Еня, Р. Райън                                 | английски             | Вкл. в саундтрака на филма Calmi Cuori Appassionati (2001) Вкл. в компилацията Only Time – The Collection |
| Stars and Midnight Blue                                        | 2008   | And Winter Came...                                                                           | 3:08     | Еня, Р. Райън                                 | английски             | Вкл. в компилацията The Very Best of Enya – луксозно издание |
| Storms in Africa                                               | 1988   | Watermark                                                                                    | 4:03     | Еня, Рома Райън                               | ирландски             | Направен промо видеоклип. Вкл. в саундтрака на филмите Зелена карта (1990) и Моят живот (1993) Иползвана в тв филм Noel's Christmas Presents (1997) Използвана в два еп. от сериала On Becoming a God in Central Florida (2019) Използвана като музикална тема на старата въздушна компания Ansett Australia Вкл. в компилациите Paint the Sky with Stars: The Best of Enya; A Box of Dreams; Only Time – The Collection и The Very Best of Enya – стандартно издание |
| Storms in Africa Part II                                       | 1989   | Storms in Africa (Part II) сингъл / Watermark само през 1989                                 | 3:01     | Еня, Рома Райън                               | английски             | 3-ти сингъл от албума Watermark Направен промо видеоклип на сингъла с реж. Майкъл Джеогеган Видеоклипът е вкл. в компилациите Moonshadows (1991), The Video Collection (2001) и The Very Best of Enya – луксозно издание |
| Sumiregusa – すみれ草 Wild Violet                              | 2005   | Amarantine                                                                                   | 4:42     | Enya, R. Ryan                                 | японски               | Вдъхновена от хайку на японския поет Мацуо Башо и от музиката на Vesper Hymn на Джон Стивънсън Използвана в тв реклама на Панасоник в Япония през 2004 г. и в промо видеоклип на Панасоник в Япония Вкл. в компилацията The Very Best of Enya – луксозно издание |
| Sweet Music Roll On с Кристи Мур                               | 1985   | Ordinary Man албум на Christy Moore                                                          | 4:13     | Moore                                         | английски             | Еня участва като хористка и на клавишни |
| Sword Fight                                                    | 1986   | -                                                                                            | -        | Enya                                          | -                     | Инструментална Никога незаписана на диск Използвана в док. филм The Celts |
| Tea-House Moon                                                 | 1995   | The Memory of Trees                                                                          | 2:41     | Еня                                           | -                     | Инструментална Вкл. в компилациите A Box of Dreams и Only Time – The Collection |
| Tempus Vernum                                                  | 2000   | A Day Without Rain                                                                           | 2:24     | Еня, Р. Райън                                 | латински              | Вкл. в компилацията Only Time – The Collection |
| The Celts                                                      | 1986   | Enya / The Celts / The Celts сингъл                                                          | 2:56     | Еня, Р. Райън                                 | ирландски             | 1-ви сингъл от албума The Celts nel 1992 Направени 2 промо видеоклипа на сингъла с реж. Майкъл Джеогеган Вкл. в саундтрака на филма Calmi Cuori Appassionati (2001) Използвана в еп. на итал. тв предаване Ulisse – Il piacere della scoperta за Средновековието (11-04-2009) Използвана в итал. тв предаване Il mondo insieme в док. филм за Хебридските острови (7 април 2015) Вкл. в компилациите Paint the Sky with Stars: The Best of Enya; A Box of Dreams; Only Time – The Collection и The Very Best of Enya – стандартно издание Видеоклипът е вкл. в компилациите The Video Collection (2001) и The Very Best of Enya – edizione Deluxe |
| The Comb of the Winds                                          | 2005   | Amarantine сингъл                                                                            | 3:39     | Еня                                           | -                     | Инструментална |
| The Diamondtina Drover с Кристи Мур                            | 1985   | Ordinary Man албум на Christy Moore                                                          | 4:39     | Moore                                         | английски             | Еня участва като хористка и на клавишни. |
| The First Day                                                  | 1985   | The Frog Prince саундтрак                                                                    | 1:33     | Еня                                           | -                     | Инструментална Продуцент Ричард Майхил. |
| The First of Autumn също Snow                                  | 2000   | Only Time сингъл / A Day Without Rain с изкл. на японското издание                           | 3:09     | Еня                                           | -                     | Инструментална Замислена с името Snow Използвана в итал. тв предаване La macchina del tempo през 2000-те г. Използвана в еп. от сериала Eastbound & Down (2013) Вкл. в компилацията Only Time – The Collection |
| The Forge of The Angels                                        | 2015   | Dark Sky Island                                                                              | 5:12     | Еня, Р, Райън                                 | Локсиански            | |
| The Frog Prince                                                | 1985   | The Frog Prince саундтрак                                                                    | 3:15     | Еня, Р. Райън                                 | английски             | |
| The Humming...                                                 | 2015   | Dark Sky Island                                                                              | 3:42     | Еня, Р. Райън                                 | английски             | Направено текстово видео. |
| The Kiss                                                       | 1985   | The Frog Prince саундтрак                                                                    | 1:56     | Еня                                           | -                     | Инструментална Продуцент Ричард Майхил. |
| The Longships                                                  | 1988   | Watermark                                                                                    | 3:36     | Еня, Р. Райън                                 | ирландски             | По произход използвана в док. тв сериал The Celts (1986) |
| The Loxian Gates                                               | 2015   | Dark Sky Island                                                                              | 3:33     | Еня, Р. Райън                                 | Локсиански            | |
| The Magic of the Night                                         | 2006   | Amarantine – Christmas Special Edition                                                       | 3:32     | Еня, Рома Райън                               | английски             | Промо сингъл само в Япония и САЩ Вкл. в EP-тата Sounds of the Season (Usa) и Christmas Secrets (Canada) Вкл. в компилацията Christmas Secrets |
| The Memory of Trees                                            | 1995   | The Memory of Trees                                                                          | 4:18     | Еня                                           | -                     | Инструментална Използвана в тв филм Shot Thru the Heart (1998) Вкл. в компилациите Paint the Sky with Stars: The Best of Enya и A Box of Dreams и Only Time – The Collection |
| The Promise                                                    | 2000   | Only Time сингъл                                                                             | 2:29     | Еня                                           | -                     | Инструментална Вкл. в саундтрака на филма Calmi Cuori Appassionati (2001) |
| The River Sings Ea Hymm Llay Hey                               | 2005   | Amarantine                                                                                   | 2:49     | Еня] Рома Райън                               | локсиански            | Вкл. в компилацията The Very Best of Enya – луксозна версия |
| The Spaghetti Western Theme from The Celts                     | 1986   | Amarantine сингъл                                                                            | 1:57     | Еня                                           | -                     | Инструментална По произход използвана в док. тв сериал The Celts (1986) Записана през 2005 г. памет на продуцента на албума The Celts Тони Маколи (1939 – 2003) |
| The Spirit of Christmas Past                                   | 2008   | And Winter Came...                                                                           | 4:18     | Еня, Рома Райън                               | английски             | Вкл. в компилацията Christmas Secrets |
| The Sun in the Stream                                          | 1986   | Enya / The Celts                                                                             | 2:57     | Еня                                           | -                     | Инструментална Използвана във видеото Portrait of Ireland (1989) Вкл. в компилациите A Box of Dreams и Only Time – The Collection |
| The Train to Paris                                             | 1985   | The Frog Prince саундтрак                                                                    | 2:15     | Еня                                           | -                     | Инструментална Продуцен Ричард Майхил. |
| The Whole of the Moon с Тери Рейд                              | 1991   | The Driver албум на Terry Reid                                                               | 4:15     | Reid                                          | английски             | Еня участва като хористка. |
| Third Man                                                      | 1986   | -                                                                                            | -        | Еня                                           | -                     | Инструментална Никога незаписвана на диск Използвана в док. тв сериал The Celts |
| To Go Beyond (I)                                               | 1986   | Enya / The Celts                                                                             | 1:19     | Еня                                           | -                     | Инструментална Използвана в еп. на итал. тв предаване Ulisse – Il piacere della scoperta за Средновековието (11 април 2009) |
| To Go Beyond (II)                                              | 1986   | Enya / The Celts                                                                             | 2:58     | Еня                                           | -                     | инструментална Вкл. в компилацията The Very Best of Enya – стандартно японско издание |
| Trains and Winter Rains                                        | 2008   | Trains and Winter Rains дигитален сингъл / And Winter Came...                                | 4:18     | Еня, Рома Райън                               | английски             | 1-ви сингъл от албума And Winter Came... от 2008 Вкл. в компилацията The Very Best of Enya |
| Trains and Winter Rains Radio Edit                             | 2008   | Trains and Winter Rains промо сингъл                                                         | 3:25     | Еня, Рома Райън                               | английски             | 1-ви сингъл от албума And Winter Came... от 2008 По-къса радио версия. Направен промо видеоклип на сингъла с реж, Роб О'Конър Видеоклипът е вкл. в компилацията The Very Best of Enya – луксозна версия |
| Triad St. Patrick, Cú Chulainn, Oisín                          | 1986   | Enya / The Celts                                                                             | 4:23     | Еня                                           | ирландски             | St. Patrick е традиционно парче, Cú Chulainn и Oisín са инструментални Използвана във видеото Portrait of Ireland (1989) Включена в саундтрака на филма Calmi Cuori Appassionati (2001) |
| Untitled                                                       | 1986   | -                                                                                            | -        | Еня                                           | -                     | Инструментална Никога незаписвана на диск Използвана в док. тв сериал The Celts |
| Untitled Over Funerary Cart                                    | 1986   | -                                                                                            | -        | Еня                                           | -                     | Инструментална Никога незаписвана на диск Използвана в док. тв сериал The Celts |
| Untitled Over Scarecrow                                        | 1986   | -                                                                                            | -        | Еня, Р. Райън                                 | ирландски             | Начална версия на The Longships Никога незаписана на диск Използвана в док. тв сериал The Celts |
| Water Shows the Hidden Heart Syoombrraya                       | 2005   | Amarantine                                                                                   | 4:39     | Еня, Р. Райън                                 | локсиански            | Вкл. в компилацията The Very Best of Enya – стандартно издание |
| Watermark                                                      | 1988   | Watermark                                                                                    | 2:24     | Еня                                           | -                     | Инструментална Използвана в док. филм Casablanca Revisitada (1992) Вкл. в саундтрака на филмите Зелена карта (1990), Calmi Cuori Appassionati (2001) и Mадагаскар 3 (2012) Вкл. в компилациите Paint the Sky with Stars: The Best of Enya; A Box of Dreams; Only Time – The Collection и The Very Best of Enya Реинтерпретирана от Сара Брайтман в албума The Harem Tour (2003) |
| We Wish You a Merry Christmas                                  | 2006   | Amarantine – Christmas Special Edition                                                       | 3:41     | Традиционна                                   | английски             | Кавър на едноименната коледна песен. Направено текстово видео през 2019 г. Вкл. в EP-тата Sounds of the Season (САЩ) и Christmas Secrets (Канада) Вкл. в компилацията Christmas Secrets |
| White Is in the Winter Night                                   | 2008   | And Winter Came...                                                                           | 3:00     | Еня, Р. Райън                                 | английски             | Промо сингъл само в САЩ Вкл. в компилацията Christmas Secrets |
| Wild Child                                                     | 2000   | A Day Without Rain / Wild Child сингъл                                                       | 3:46     | Еня, Р. Райън                                 | английски             | 2-ри сингъл от албума A Day Without Rain от 2001 г. Включена в саундтрака на филмите Calmi Cuori Appassionati (2001) и Бяла сватба (2001) Използвана в еп. на сериала Hinter Gittern – Der Frauenknast (2002) Вкл. в компилациите Only Time – The Collection и The Very Best of Enya |
| Wild Child Radio Edit                                          | 2001   | Wild Child промо сингъл                                                                      | 3:33     | Еня, Р. Райън                                 | английски             | 2-ри сингъл от албума A Day Without Rain от 2001 г. По-къса радио версия. Направени 2 промо видеоклипа на сингъла с реж. Грейъм Финк Видеоклипът е вкл. в компилациите The Video Collection (2001) и The Very Best of Enya – edizione Deluxe |
| Wild Child Remix                                               | 2001   | Wild Child (Remix – Vocal up Version) промо сингъл                                           | 3:33     | Еня, Р. Райън                                 | английски             | Радио ремикс |
| Willows on the Water                                           | 1997   | Only If... сингъл                                                                            | 2:58     | Еня                                           | -                     | Инструментална Вкл. в компилацията A Box of Dreams и Only Time – The Collection |
| With Jean-Philippe                                             | 1985   | The Frog Prince саундтрак                                                                    | 2:16     | Еня                                           | -                     | Инструментална Продуцен Ричард Майхил. |
| You Should Really Know с Пайрътс и Шола Ама, Найла Бос и Ишани | 2004   | You Should Really Know сингъл на The Pirates с Shola Ama, Naila Boss и Ishani                | 3:16     | Еня, Уинанс, Хоукинс, Джоунс, Сермон, Смит    | английски             | Семплинг на Boadicea Кавър на I Don't Wanna Know на Марио Уинанс сP. Diddy Направен промо видеоклип на сингъла |